# Brunelle et Colin
Pour les articles homonymes, voir Brunelle (homonymie) et Colin.
Brunelle et Colin est une série de bande dessinée française créée par le scénariste Robert Génin et le dessinateur François Bourgeon. Publiée à partir de novembre 1976 dans l'hebdomadaire Djin des éditions Fleurus, elle a fait l'objet de 7 albums édités par Glénat, le dernier en 1988. À partir de 1981, Didier Convard succède à Bourgeon, accaparé par Les Passagers du vent.
La princesse Brunelle et son page Colin sont deux adolescents débrouillards qui vivent de multiples aventures dans un « Moyen Âge fantaisiste ».

## Publications

### Périodiques
Robert Génin et François Bourgeon :
- Brunelle et Colin, dans Djin, 1976-1980.

Robert Génin et Didier Convard :
- La Nuit de la bête, dans Gomme ! no 1-6, 1981-1982[2].
- « Un métier pour Brunelle ! », dans Gomme ! no 10, 1982[2].
- Le Félon, dans Gomme ! no 15-18, 1983[2].
- « Le Lépreux », dans Gomme ! no 24, 1983[2].
- Le Roi perdu, dans Tintin no 518-526, 1985[3].

### Albums
Brunelle et Colin, Glénat, scénario de Robert Génin, dessin de François Bourgeon (1-2) puis Didier Convard (3-7) :
- 1 Le Vol noir[4],[5], Glénat,  (ISBN 2-7234-0099-9), 1979
Scénario : Robert Génin - Dessin et couleurs : François Bourgeon
- 2 Yglinga, Glénat,  (ISBN 2-7234-0168-5), 1980
Scénario : Robert Génin - Dessin et couleurs : François Bourgeon
- 3 La Nuit de la bête, Glénat,  (ISBN 2-7234-0300-9), 1982
Scénario : Robert Génin - Dessin et couleurs : Didier Convard
- 4 Le Félon, Glénat,  (ISBN 2-7234-0300-9), 1983
Scénario : Robert Génin - Dessin : Didier Convard - Couleurs : Anne Bosser
- 5 L'Aigle de Mounrah, Glénat,  (ISBN 2-7234-0412-9), 1984
Scénario : Robert Génin - Dessin : Didier Convard - Couleurs : Anne Bosser
- 6 Le Roi perdu, Glénat,  (ISBN 2-7234-0536-2), 1985
Scénario : Robert Génin - Dessin : Didier Convard - Couleurs : Anne Bosser
- 7 Le Long serpent,  (ISBN 2-7234-0860-4), Glénat
Scénario : Robert Génin - Dessin : Didier Convard - Couleurs : 1988
- Intégrale Brunelle et Colin, Glénat,  (ISBN 2-7234-2957-1), 1999
Scénario : Robert Génin - Préface d'Henri Filippini - Dessin : Didier Convard / François Bourgeon - Couleurs : Collectif